# 三嶋一輝
三嶋 一輝（みしま かずき、1990年5月7日 - ）は、福岡県福岡市西区出身のプロ野球選手（投手）。右投両打。横浜DeNAベイスターズ所属。

## 経歴

### プロ入り前
実父は福岡大大濠高校硬式野球部の主将として甲子園球場の全国大会へ出場した経験を持つが、野球を強制しない方針で育てられたため、福岡市立周船寺小学校6年生の時に少年野球チームで野球を始めるまではサッカーチームでボランチを務めていた。
福岡市立元岡中学校時代には軟式野球部に所属。二塁手や三塁手をこなす控え投手であったが、対外試合で四球を連発していたため、持ち前の強肩を買われて捕手へ転向した。私立の強豪校でのプレーを目指したが、小柄な体格（身長167cm・体重60kg）であったことから、前述した経験を持つ実父の助言で福岡工業高校へ進学。1年時の秋から投手へ専念すると、2年時の春からエースの座をつかんだ。3年春の九州大会では、通算投球イニング34回で50奪三振（奪三振率13.24）を記録するほどの好投で、チームを初優勝に導いた。ただし、実父と違って、在学中は甲子園球場の土を踏めなかった。当時の同級生に、中島卓也がいる。
高校卒業後に法政大学へ進学すると、東京六大学野球のリーグ戦で1年時の春季からクローザーに起用。通算5試合（投球イニング7回）で3勝、9奪三振、無失点を記録する活躍で、チームの完全優勝に大きく貢献した。この優勝を受けて臨んだ第59回全日本大学野球選手権大会では、日本文理大学との準決勝で先発に抜擢されたほか、先輩の二神一人・三上朋也などの活躍もあって優勝を経験している。1年時の秋からは救援に専念。2年春には、オール救援で8試合に登板したほか、リーグの最終規定投球回に到達。通算投球イニング23回で自責点を1にとどめたことから、防御率0.39で最優秀防御率のタイトルを獲得した。2年秋には、加賀美希昇に次ぐ先発投手として、3勝とリーグ5位の防御率2.20（5位）を記録。エースとして期待された3年春には成績がやや振るわず、リーグ戦の終盤には、救援や三上に次ぐ先発で起用された。3年秋に救援へ再び専念すると、チームの監督だった金光興二率いる大学日本代表候補に選出。世界選手権の強化合宿にも参加した。エースに定着した4年春には、慶応大学との開幕戦で延長10回を12奪三振1失点と好投した後に、1年秋の東京大学戦と、2年春の立教大学戦で被安打4の1失点完投勝利を挙げた。明治大学戦で6回を投げた後に、翌々日の試合までの3連投を経て、中4日で早稲田大学戦に登板したところ、右肘の違和感を訴えて4回1/3で降板。結局、前述した1勝だけで春季リーグ戦を終えた。2012年3月に行われた東日本大震災復興支援ベースボールマッチに大学選抜メンバーとして出場した。最後のシーズンであった4年の秋季リーグ戦では、投球イニング40回1/3で最優秀防御率（0.89）・最多勝利（4勝）・ベストナイン（投手部門）のタイトルを独占するほどの活躍で、エースとしてチームの優勝に貢献。優勝がかかった明治大学との最終戦では、前の試合で9回を完投したにもかかわらず、自身の志願による先発登板で2試合連続の完投勝利を達成している。在学中には、リーグ戦で通算54試合に登板。投手として13勝8敗、202奪三振、防御率1.71、打者として打率.206（63打数13安打）、6打点を記録している。
2012年のNPBドラフト会議で、横浜DeNAベイスターズから2巡目で指名を受け、11月19日に契約金8000万円、年俸1200万円（金額は推定）という条件で入団した。背番号は17。
なお、ドラフト会議直後の11月に開かれた第43回明治神宮野球大会では、2回戦で4年則本昂大投手擁する三重中京大学相手に16三振を奪って完封勝利を収めた。準決勝の富士大学戦では、8回から救援で登板。無安打に抑えると、チームも延長10回のタイブレークで勝利した。桐蔭横浜大学との決勝では、6回3安打1失点と好投したが、味方打線が得点できなかったため準優勝に終わった。

### DeNA時代

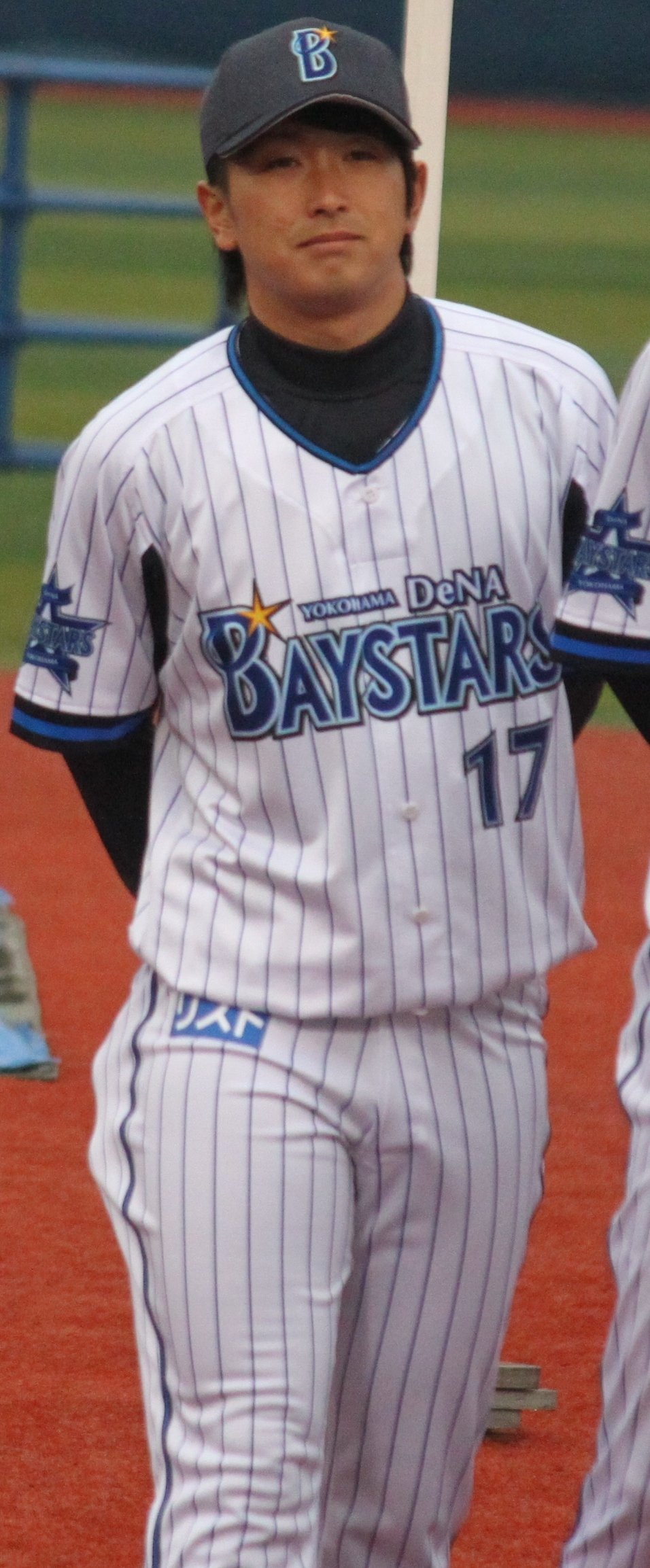
2012年11月23日横浜スタジアムにて

2013年は、開幕から中継ぎ要員として一軍に帯同。5月から先発ローテーションに定着すると、6月2日の対北海道日本ハムファイターズ戦（旭川スタルヒン球場）でプロ初勝利を挙げた。その後もローテーションを守り、オールスターゲームには、セントラル・リーグ（セ・リーグ）の監督推薦選手として初出場を果たした。DeNAの新人選手によるオールスターゲームへの出場は、前身球団を含めても1974年の山下大輔以来39年ぶり。レギュラーシーズンでは、二軍生活を一度も経験しないまま、一軍公式戦を6勝9敗で終えた。シーズン通算の奪三振率は8.92で、セ・リーグの規定投球回に達したピッチャーでは最高に当たる。奪三振数も、同リーグの新人投手では菅野智之の155個に次ぐ145個を記録。7試合に登板した対阪神タイガース戦では、プロ初完投・初完封勝利を含む2勝（0敗）、防御率0.91と好投した。その一方で、与四球率はリーグ規定投球回到達投手のワースト、被本塁打はワースト2位であった。シーズン終了後の11月には、チームメイトの梶谷隆幸・井納翔一とともに、台湾で催された「2013 BASEBALL CHALLENGE 日本 VS チャイニーズ・タイペイ」に日本代表として出場。代表での初登板になった11月10日の最終戦では、先発投手として台湾打線を4イニング無失点に抑えた。
2014年は、入団2年目にして、一軍公式戦の開幕投手に抜擢されたが、東京ヤクルトスワローズとのセ・リーグ開幕戦（3月28日・神宮）では、大学の1年後輩の西浦直亨に本塁打（NPB史上初の開幕戦一軍初打席・初球本塁打）を打たれるなど、1回裏だけで7失点。結局、2回9失点（自責点9）で敗戦投手になった。その後も、4月25日の阪神戦（横浜スタジアム）で3回途中までに6点を失ってシーズン2敗目を記録するなど、先発登板で序盤に大量失点を喫することが続き、一軍に帯同したまま中継ぎに配置転換。しかし、5月8日の読売ジャイアンツ戦（東京ドーム）で2本塁打を打たれて3失点を喫し、プロ入り後初めて出場選手登録を抹消された。登録抹消後は、先発要員への復帰を目指して二軍で調整。DeNAの公式戦141試合目であった10月3日の対巨人戦（東京ドーム）で先発投手として一軍に復帰すると、5回3失点ながら、この年のセ・パ両リーグの開幕投手では最も遅いシーズン初勝利を挙げた。結局、一軍公式戦では、8試合の登板で1勝2敗、防御率10.88に終わった。
2015年は、2年連続の開幕投手起用はならなかったものの、開幕から一軍の先発ローテーションに定着。24歳最後の日であった5月6日の対ヤクルト戦（横浜）までに3勝を挙げた。しかし、6月中旬からおよそ2か月にわたって二軍で調整。8月中旬から一軍の先発ローテーションへ復帰したものの、一軍公式戦での勝ち星は5勝にとどまった。
2016年は、入団以来初めて、レギュラーシーズンの開幕を二軍で迎えた。8月31日の対広島東洋カープ戦（MAZDA Zoom-Zoom スタジアム広島）に先発投手としてシーズン初の一軍マウンドを経験すると、9月7日の対ヤクルト戦（横浜）で一軍でのシーズン唯一の勝利を挙げた。イースタン・リーグ公式戦では、18試合の登板でリーグの規定投球回へ到達し、リーグ3位の勝利数（8勝）と防御率（3.55）を記録。チームがレギュラーシーズン2位で初めて臨んだクライマックスシリーズ（CS）では、10月13日に広島とのファイナルステージ第2戦（マツダ）で先発に抜擢されたが、4回2/3を2失点という内容で敗戦投手になった。
2017年は、前年に続いて、レギュラーシーズンを二軍でスタート。6月8日の対東北楽天ゴールデンイーグルス戦（Koboパーク宮城）で、先発投手として一軍公式戦でのシーズン初登板を果たした。しかし、茂木栄五郎に初回先頭打者本塁打を打たれるなど、5回8失点の乱調で降板。翌6月9日に出場選手登録を抹消されると、二軍で中継ぎ要員に転向した。7月25日の対阪神戦から、一軍公式戦15試合に救援で登板。9月9日の同カード(いずれも阪神甲子園球場)12回裏に鳥谷敬から一軍公式戦通算2001安打をサヨナラ安打で記録されるなど、先発でも救援でも精彩を欠き、プロ入り後初めて一軍で勝ち星を挙げられずにレギュラーシーズンを終えた。チームのレギュラーシーズン3位によって2年連続で迎えたポストシーズンでは、広島とのCSファイナルステージ第5戦（10月24日）で、先発の石田健大が1回裏に2点を先制されると2回裏からの救援登板し、2イニングを無失点に抑えた。チームは三嶋の登板中に逆転すると、9-3で大勝したことによってセ・リーグ優勝の1998年以来19年ぶりの日本シリーズ進出を決定。三嶋自身も、この年のCS唯一の登板ながら、前年のCSと同じマツダスタジアムのマウンドで広島から2年越しの白星を挙げた。11月30日、200万円減となる推定年俸2100万円で契約を更改した。
2018年は、入団後初めて、フルシーズン一軍に帯同。救援専任でワンポイントリリーフ、ロングリリーフ、セットアッパー、ビハインドの展開からの敗戦処理といった多彩な起用によって、一軍公式戦60試合に登板し、東克樹（11勝）に次いでチーム2位の7勝を記録。救援登板だけでの7勝は、中尾輝・近藤一樹と並んでリーグ最多であった。入団以来一軍公式戦で記録していなかった故意四球（敬遠）についても、この年からNPBに導入された申告敬遠を監督のアレックス・ラミレスが積極的に用いたことから、セ・リーグ最多の7個を記録した。12月4日、2700万円増となる推定年俸4800万円で契約を更改した。
2019年は、前年に続いて、救援専任でフルシーズン一軍に帯同。シーズン序盤は阪神打線との相性が悪く、5月3日からの3連戦（甲子園）では、3日の第1戦で大山悠輔からサヨナラ安打、5日の第3戦で福留孝介にサヨナラ本塁打（セ・リーグ公式戦通算5万号本塁打）を打たれた。セットアッパーのスペンサー・パットンが負傷で戦線を離脱した7月以降は、パットンに代わる右のセットアッパーとして国吉佑樹と共に奮闘。チームのレギュラーシーズン2位確定と、CS進出に大きく貢献した。レギュラーシーズンの一軍公式戦では、チームメイトのエドウィン・エスコバーに次いでセ・リーグ2位（右投手ではリーグトップ）・自己最多の71試合に登板。防御率4.33ながら、5勝4敗、自己最多の23ホールドを記録した。12月6日、3200万円増となる推定年俸8000万円で契約を更改した。
2020年は、レギュラーシーズンの開幕当初はセットアッパーを任されていたが、クローザーの山﨑康晃に救援の失敗が相次いだ7月下旬から、山崎と役割を入れ替える格好でクローザーへ転向。転向後最初に登板した同月29日の対巨人戦（東京ドーム）で、一軍公式戦初セーブを挙げた。その後も好投を続け、転向後の成績は33試合・34回を投げて、3勝0敗18セーブ、防御率1.59（失点6）と安定感抜群の成績を残し、課題であった制球力も47回2/3で13四球（3敬遠）と改善した。12月15日、3000万円増となる推定年俸1億1000万円で契約を更改した。
2021年は、新たに監督に就任した三浦大輔によって開幕当初からクローザーを任された。しかし、巨人との開幕戦（東京ドーム）ではチームが同点に追い付いた直後の9回裏に登板すると、亀井善行にNPB史上初の開幕戦代打サヨナラ弾を打たれ、敗戦投手となった。この試合以来、年間を通して巨人戦では精彩を欠く内容が多く、登板した11試合のうち6試合で失点（うち3試合で敗戦）、防御率11.17と打ち込まれた。こうした背景もあり、9月には山﨑にクローザーを譲る形で配置転換となった。一軍公式戦全体では、59試合の登板で3勝5敗23セーブ、防御率4.08だった。オフには球団と年俸変動制の3年契約を結び、2022年の推定年俸は1000万円増となる1億2000万円となった。
2022年は、開幕はセットアッパーを務めていたが、4月にクローザーの山﨑が新型コロナウィルスに感染し離脱していた期間はクローザーを務めた。再びセットアッパーに戻っていた5月7日の広島戦（マツダスタジアム）で延長10回裏に西川龍馬からサヨナラ弾を打たれ敗戦投手となり、翌8日に出場選手登録を抹消された。1月頃から左足に力が入らない違和感があり、体のバランスを崩していくうちに右肩痛も発症。複数の病院で診察を受け、胸椎の靱帯が骨化して神経を圧迫していることが分かり、医師から「今すぐ手術しないといつか歩けなくなる」と言われ、8月29日に東京都内の病院で胸椎黄色靱帯骨化切除術を受けた。以降はリハビリにシーズンを費やし、シーズン終了後の秋季トレーニングにはブルペンに入れるまでに回復した。3年契約の1年目を終え、12月9日に現状維持となる推定年俸1億2000万円で契約を更改した。
2023年は、二軍で春季キャンプをスタートさせ、一軍で迎えたオープン戦では3月5日の埼玉西武ライオンズ戦で10か月ぶりに横浜スタジアムに登板し、1回を1安打無失点に抑えた。開幕を一軍で迎えると、4月1日の阪神戦で公式戦復帰登板、4月26日の東京ヤクルト戦で復帰後初勝利を挙げた。翌27日のヤクルト戦でも延長10回表に登板し無失点に抑えると、その裏チームがサヨナラ勝ちで2勝目を挙げ、4月29日の中日ドラゴンズ戦（バンテリンドーム）では1点ビハインドの5回に登板すると、直後にチームが逆転して勝利し、わずか4試合で3勝を挙げた。しかし6月に入ると調子は下降線を辿り、6月30日に出場選手登録を抹消された。その後ファームでの登板を経て、9月17日に再び昇格するも、同月24日の読売ジャイアンツ戦（横浜スタジアム）で坂本勇人に3点本塁打を打たれ、翌25日に再び登録を抹消された。最終的に27試合を投げ3勝1敗6ホールド、防御率4.84の成績でシーズンを終えた。3年契約の2年目を終え、12月1日に現状維持となる推定年俸1億2000万円で契約を更改した。
2024年は、7試合の登板で1勝1敗、防御率5.14という成績で、8年ぶりの1桁台の登板数に終わった。二軍では29試合の登板で防御率1.66の成績を残し、10月5日のファーム日本選手権でも1回を無失点で抑えるなど活躍を見せていた。オフの契約更改では減額制限を上回る5500万円減の推定年俸6500万円でサインした。

## 選手としての特徴

### 投球
ノーワインドアップからインステップ気味に踏み込むスリークォーターから、切れの良い最速156km/hのストレートを投げ込むことが特徴。横方向に鋭く曲がる130km/h台のスライダー、縦方向の落差が大きい120km/h台のスライダー、カーブ、フォークボール、DeNA入団後の2015年から投げ始めたチェンジアップといった変化球も織り交ぜる。中継ぎに転向した2018年度以降は、投球フォームを安定させる目的で、走者がいなくても常にセットポジションでの投球にしている。
ストレートの球速については、福岡工業高校2年時の秋の時点で最速139km/hだった。週1回の加圧式トレーニングと、毎日3時間の砂浜ランニングで下半身を鍛え上げた結果、3年春の九州大会準決勝（東福岡高校戦）で147km/hを記録。法政大学1年時の東京六大学春季リーグ戦では、開幕カードの立教大学3回戦（明治神宮野球場）9回にリーグ戦初登板を果たしたばかりか、同球場の公式戦では当時の最速タイ記録に相当する154km/hをストレートで計測した。1年秋の東京大学戦と、2年春の立教大学戦で、東京六大学野球リーグ戦の最速記録（155km/h）を達成。4年時の春季リーグ戦で右肘を痛めたものの、投球時の左足の使い方を変えたことによって「タメ」が生まれたため、秋のオープン戦で149km/hを計測するまでに球速を回復させた。
DeNAで中継ぎに専念している2018年以降は、主にストレートとスライダーで勝負しているため、2019年の契約更改では「落ちる系の新しい球種を覚えたい」という抱負を述べている。この2つの球種しかほとんど投げないため、どちらかに狙い玉を絞られて崩れることが時折ある。中継ぎ転向以後は以前よりもコントロールが安定したことにより、逆にストライクゾーンで勝負をしすぎる傾向があり、2ストライクに追い込んでから簡単に勝負しにいって痛打されるケースも目立っている。

### 打撃

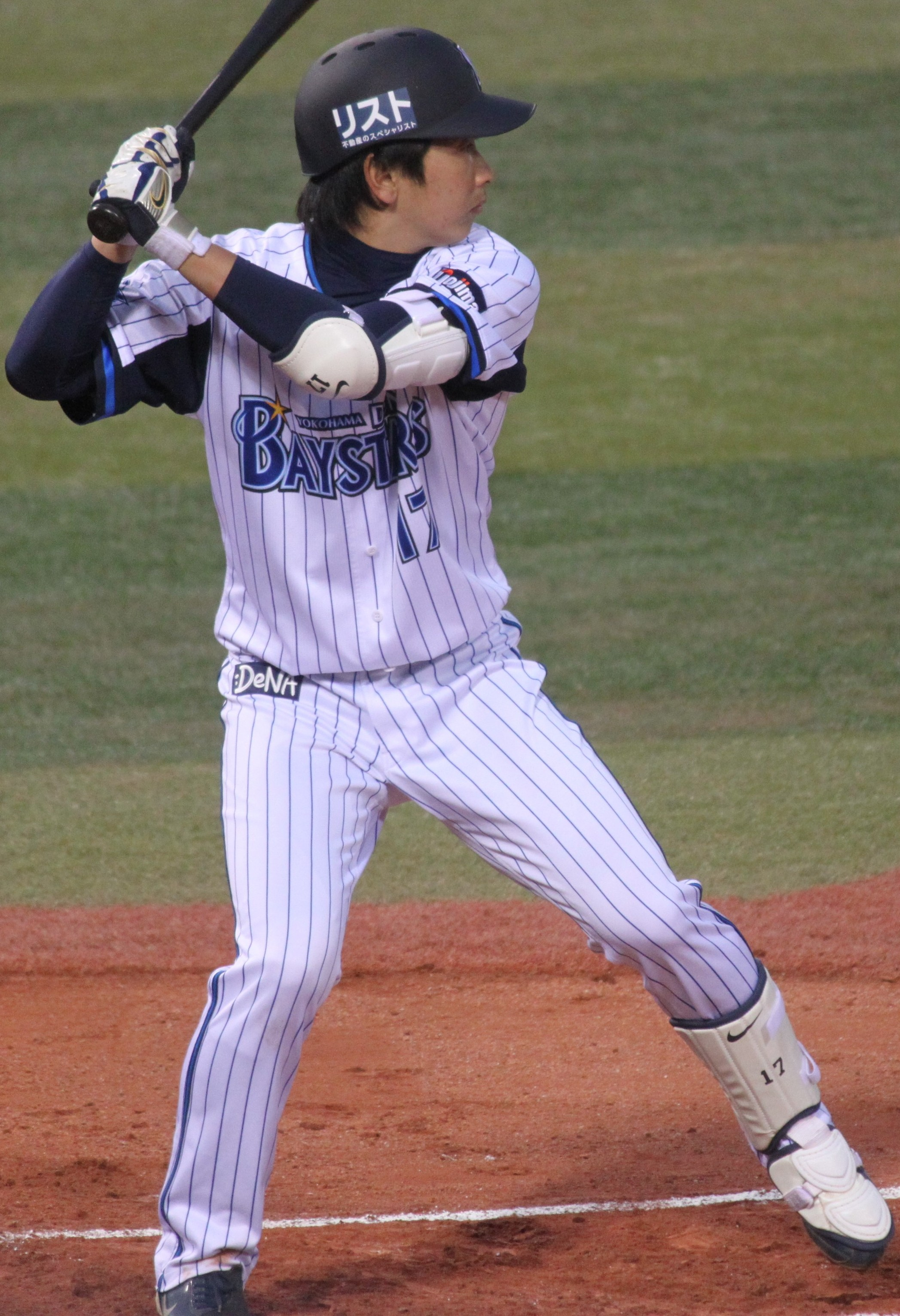
2013年4月21日 横浜スタジアムにて

打者としては、小学6年生で野球を始めて以来のスイッチヒッター。法政大学時代には、主戦投手として活躍しながら、東京六大学野球のリーグ戦で左・右の両打席から長打を打った経験を持つ。プロ入り後も「右投両打」で登録している。

## 人物・エピソード
前年に国指定難病「黄色靭帯骨化症」を発症するも、復帰した2023年には、同じく前年に黄色靭帯骨化症となった中日ドラゴンズ・福敬登との交流が話題となった。4月9日の中日ドラゴンズ戦（横浜スタジアム）では、1イニングを無失点に抑え、勝利に貢献した三嶋が試合後、レフトスタンドの中日ファンに向かって「福投手も、きっと大丈夫」とメッセージを書いたサインボールを投げ込んだ。
その1か月後、福が一軍に復帰し、5月26日のDeNA戦（バンテリンドーム）で福がヒーローインタビューに呼ばれると、DeNAファンがいるレフトスタンドに向かって「三嶋さんのおかげで僕はここまで投げられるようになりました。本当にありがとうございました」と三嶋への感謝を伝え、更に 「三嶋さんのおかげです。本当にありがとうございます」と書かれたサインボールをDeNAファンのいる観客席へ投げ込んだ。翌日、三嶋は球団公式Twitterを通じて福に感謝のメッセージを送り、試合では三嶋、福の両者がお互いリリーフとして登板を果たした。

## 詳細情報

### 年度別投手成績
| 年 度      | 球 団      | 登 板 | 先 発 | 完 投 | 完 封 | 無 四 球 | 勝 利 | 敗 戦 | セ 丨 ブ | ホ 丨 ル ド | 勝 率 | 打 者 | 投 球 回 | 被 安 打 | 被 本 塁 打 | 与 四 球 | 敬 遠 | 与 死 球 | 奪 三 振 | 暴 投 | ボ 丨 ク | 失 点 | 自 責 点 | 防 御 率 | W H I P |
| ---------- | ---------- | ----- | ----- | ----- | ----- | -------- | ----- | ----- | -------- | ----------- | ----- | ----- | -------- | -------- | ----------- | -------- | ----- | -------- | -------- | ----- | -------- | ----- | -------- | -------- | ------- |
| 2013       | DeNA       | 34    | 22    | 2     | 1     | 0        | 6     | 9     | 0        | 1           | .400  | 642   | 146.1    | 138      | 20          | 79       | 0     | 0        | 145      | 6     | 1        | 67    | 64       | 3.94     | 1.48    |
| 2014       | DeNA       | 8     | 5     | 0     | 0     | 0        | 1     | 2     | 0        | 0           | .333  | 126   | 24.0     | 41       | 5           | 14       | 0     | 1        | 24       | 4     | 3        | 30    | 29       | 10.88    | 2.29    |
| 2015       | DeNA       | 20    | 14    | 0     | 0     | 0        | 5     | 5     | 0        | 0           | .500  | 384   | 88.0     | 84       | 9           | 34       | 0     | 3        | 67       | 9     | 0        | 52    | 47       | 4.81     | 1.34    |
| 2016       | DeNA       | 4     | 4     | 0     | 0     | 0        | 1     | 1     | 0        | 0           | .500  | 102   | 24.0     | 24       | 5           | 8        | 0     | 0        | 15       | 1     | 0        | 13    | 10       | 3.75     | 1.33    |
| 2017       | DeNA       | 16    | 1     | 0     | 0     | 0        | 0     | 1     | 0        | 0           | .000  | 99    | 20.2     | 29       | 4           | 9        | 0     | 0        | 17       | 4     | 0        | 17    | 15       | 6.53     | 1.84    |
| 2018       | DeNA       | 60    | 0     | 0     | 0     | 0        | 7     | 2     | 0        | 15          | .778  | 292   | 68.0     | 61       | 8           | 31       | 7     | 2        | 82       | 6     | 0        | 30    | 30       | 3.97     | 1.35    |
| 2019       | DeNA       | 71    | 0     | 0     | 0     | 0        | 5     | 4     | 0        | 23          | .556  | 309   | 72.2     | 67       | 10          | 31       | 4     | 0        | 62       | 2     | 0        | 36    | 35       | 4.33     | 1.35    |
| 2020       | DeNA       | 48    | 0     | 0     | 0     | 0        | 3     | 1     | 18       | 5           | .750  | 180   | 47.2     | 30       | 1           | 13       | 3     | 1        | 46       | 1     | 0        | 13    | 13       | 2.45     | 0.90    |
| 2021       | DeNA       | 59    | 0     | 0     | 0     | 0        | 3     | 5     | 23       | 1           | .375  | 246   | 57.1     | 66       | 8           | 12       | 1     | 0        | 57       | 3     | 0        | 31    | 26       | 4.08     | 1.36    |
| 2022       | DeNA       | 13    | 0     | 0     | 0     | 0        | 2     | 2     | 1        | 5           | .500  | 50    | 12.2     | 8        | 1           | 6        | 1     | 0        | 11       | 0     | 0        | 4     | 4        | 2.84     | 1.11    |
| 2023       | DeNA       | 27    | 0     | 0     | 0     | 0        | 3     | 1     | 0        | 6           | .750  | 108   | 22.1     | 33       | 3           | 7        | 1     | 2        | 17       | 2     | 0        | 12    | 12       | 4.84     | 1.79    |
| 2024       | DeNA       | 7     | 0     | 0     | 0     | 0        | 1     | 1     | 0        | 0           | .500  | 33    | 7.0      | 6        | 1           | 6        | 0     | 0        | 7        | 0     | 0        | 4     | 4        | 5.14     | 1.71    |
| 通算：12年 | 通算：12年 | 367   | 46    | 2     | 1     | 0        | 37    | 34    | 42       | 56          | .521  | 2571  | 590.2    | 587      | 75          | 250      | 17    | 9        | 550      | 38    | 4        | 309   | 289      | 4.40     | 1.42    |

- 2024年度シーズン終了時
- 各年度の太字はリーグ最高

### 年度別守備成績
| 年 度 | 球 団 | 投手  | 投手  | 投手  | 投手  | 投手  | 投手     |
| 年 度 | 球 団 | 試 合 | 刺 殺 | 補 殺 | 失 策 | 併 殺 | 守 備 率 |
| ----- | ----- | ----- | ----- | ----- | ----- | ----- | -------- |
| 2013  | DeNA  | 34    | 1     | 24    | 1     | 1     | .962     |
| 2014  | DeNA  | 8     | 1     | 3     | 0     | 0     | 1.000    |
| 2015  | DeNA  | 20    | 4     | 19    | 1     | 1     | .958     |
| 2016  | DeNA  | 4     | 1     | 1     | 1     | 0     | .667     |
| 2017  | DeNA  | 16    | 9     | 2     | 0     | 0     | 1.000    |
| 2018  | DeNA  | 60    | 2     | 11    | 0     | 0     | 1.000    |
| 2019  | DeNA  | 71    | 2     | 14    | 0     | 0     | 1.000    |
| 2020  | DeNA  | 48    | 5     | 8     | 2     | 1     | .867     |
| 2021  | DeNA  | 59    | 1     | 9     | 1     | 1     | .909     |
| 2022  | DeNA  | 13    | 1     | 0     | 0     | 0     | 1.000    |
| 2023  | DeNA  | 27    | 0     | 9     | 0     | 0     | 1.000    |
| 2024  | DeNA  | 7     | 0     | 2     | 0     | 0     | 1.000    |
| 通算  | 通算  | 367   | 27    | 102   | 6     | 4     | .956     |

- 2024年度シーズン終了時

### 記録
初記録
投手記録
- 初登板：2013年3月31日、対中日ドラゴンズ3回戦（ナゴヤドーム）、3回裏無死に2番手で救援登板、2回1失点[66]
- 初奪三振：2013年4月3日、対読売ジャイアンツ1回戦（横浜スタジアム）、6回表に村田修一から見逃し三振[67]
- 初ホールド：2013年4月21日、対中日ドラゴンズ6回戦（横浜スタジアム）、10回表に6番手で救援登板、2回無失点4奪三振[68]
- 初先発：2013年5月5日、対中日ドラゴンズ9回戦（ナゴヤドーム）、4回0/3を4失点で勝敗つかず[69]
- 初完投：2013年5月19日、対オリックス・バファローズ1回戦（京セラドーム大阪）、8回を2失点（被本塁打2）8奪三振で敗戦投手[70]
- 初勝利・初先発勝利：2013年6月2日、対北海道日本ハムファイターズ3回戦（旭川スタルヒン球場）、8回3失点7奪三振[71]
- 初完投勝利・初完封勝利：2013年7月28日、対阪神タイガース14回戦（阪神甲子園球場）、5被安打9奪三振
- 初セーブ：2020年7月29日、対読売ジャイアンツ8回戦（東京ドーム）、9回裏に5番手で救援登板・完了、1回無失点

打撃記録
- 初打席：2013年4月21日、対中日ドラゴンズ6回戦（横浜スタジアム）、10回裏に岩瀬仁紀から三ゴロ
- 初安打：2013年4月29日、対東京ヤクルトスワローズ4回戦（横浜スタジアム）、3回裏に松岡健一から中前安打[72]。松岡は右投手であるが右打席で打った。

その他の記録
- オールスターゲーム出場：2回（2013年、2021年）

### 背番号
- 17（2013年 - ）

### 登場曲
- 「Scream & Shout」will.i.am
- 「I Won't Do What You Tell Me」Jim Johnston(ストーン・コールド・スティーブ・オースチンの入場曲)